# 1345年
| 千纪： | 2千纪 |
| 世纪： | 13世纪 \| 14世纪 \| 15世纪                                                                                 |
| 年代： | 1310年代 \| 1320年代 \| 1330年代 \| 1340年代 \| 1350年代 \| 1360年代 \| 1370年代                           |
| 年份： | 1340年 \| 1341年 \| 1342年 \| 1343年 \| 1344年 \| 1345年 \| 1346年 \| 1347年 \| 1348年 \| 1349年 \| 1350年 |
| 纪年： | 乙酉年（鸡年）；元至正五年；越南紹豐五年；日本南朝興國六年，北朝康永四年，貞和元年                         |

## 大事记
- 元朝丞相脫脫主修《宋史》，共496卷。
- 加斯科涅戰役，英法百年戰爭英軍首次取得重大陸戰勝利。